# Zrínyi János
Zrínyi IV. János Antal, gróf (? , 1650 – Graz, 1703. november 10.): Zrínyi Péter és Frangepán Katalin fia, a Zrínyi család utolsó sarja, Zrínyi Ilona testvére. 

## Élete
Eleinte Ivan Smoljanić zenggi püspök és Marko Forstal ágoston rendi szerzetes nevelte, majd 1669-ben Leuvenben filozófiát, bölcsészettudományt és katonai stratégiát tanult.
I. Lipót császár Prágában neveltette. Apja részt vett a Wesselényi-összeesküvésben, felségárulás vádjával perbe fogták és 1671-ben Frangepán Ferenccel együtt kivégezték, özvegy anyja 1673-ban elborult elmével halt meg.
Apjának kivégzése után a császári udvar a fiatalembert apai családnevétől megfosztva, Gnade János néven besoroztatta katonának. Hosszú évek szolgálata után ezredparancsnokká léptették elő, de a Habsburg hatóságok állandó felügyelete alatt állt. A kurucok ellen harcolt Észak-Magyarországon, ahol 1678-ban a bujdosók fogságába esett, majd Erdélyben raboskodott, de a császár hűségéről nem tágított. Miután visszatért Prágába, titokban közvetíteni próbált a Habsburg-ellenes nővére, Ilona, Thököly Imre, valamint Leslie császári tábornok között, de 1680-ban ebbeli igyekezetében gyanúsnak ítélték és rövid időre bebörtönözték. 1682-ben sikertelenül igyekezett visszakapni családi örökségét, és a király kérésére ismét közvetített a Thökölyvel folytatott tárgyalásokon. Az 1683-as török hadjárat előestéjén az oszmánokkal való állítólagos együttműködéssel és hazaárulással vádolták meg, majd letartóztatták és bebörtönözték. Először Oberhausba, majd a tiroli Rattenburg erődjébe szállították. Két évtizeden át Ausztria különböző várbörtöneiben raboskodott. 1703 júliusában átszállították a grazi börtönbe, majd Schloßberg erődjébe, ahol  megbetegedett és meghalt. Attól tartva, hogy nagyszámú Grazban tanuló horvát diák érkezik a temetésére, az osztrák hatóságok titokban a grazi domonkos kolostor temploma alatti sírba temették.

## Újratemetése
A neves horvát történész Emilij Laszowski 1920-tól kutatta temetési helyét, végül majdnem kilenc évnyi kutatás után talált bizonyosságot a grazi domonkos templomban történt temetésről.Ekkor azonban a kedvezőtlen politikai viszonyok miatt maradványait nem lehetett szülőföldjére szállítani. 1943-ban a Horvát Sárkány Testvériség bizottságot hozott létre maradványainak hazaszállításáról. Végül a maradványokat 1944. február 26-án szállították a zágrábi Boldogságos Szűz Mária-székesegyházba. 1944. március 3-án a koporsót a maradványokkal az ez alkalomra különlegesen, számos virággal és koszorúval feldíszített zágrábi székesegyházban ravatalozták fel. 1944. március 4-én az állami, katonai és közigazgatási hatóságok, különböző egyesületek küldöttségei és nagyszámú gyászoló jelenlétében az Alojzije Stepinac zágrábi érsek által celebrált gyászmise után, a koporsót a katedrális kriptájában, apja Zrínyi Péter és nagybátyja Frangepán Ferenc Kristóf koporsójának közelében helyezték el.